# Okatana

Wahlkreiskarte von Okatana

Okatana ist eine Ansiedlung und Kreissitz des gleichnamigen Wahlkreises in der Region Oshana in Namibia. Der Ort liegt drei Kilometer nördlich von Oshakati auf 1092 m. Bei der Volkszählung 2001 hatte die Ansiedlung und Wahlkreis etwa 15.500 Einwohner.
In Okatana befindet sich mit dem „St. Francis Health Centre“ eine Klinik mit 13 Betten.